# Gabriele Nasci
Gabriele Nasci (Cordignano, 3 ottobre 1887 – Venezia, 12 aprile 1947) è stato un generale italiano, veterano del corpo degli alpini durante la prima guerra mondiale. Tra i due conflitti mondiali fu comandante della 2ª Divisione alpina "Tridentina", e della 36ª Divisione fanteria "Forlì", divenendo nel 1939 Comandante superiore delle Truppe Alpine. Nel corso della seconda guerra mondiale si distinse durante la campagna di Grecia al comando del XXVI Corpo d'armata operante nel settore macedone, passando poi a quello del XVIII schierato in Dalmazia. Nel marzo 1942 fu designato al comando del Corpo d'armata alpino, in forza all'ARMIR del generale Italo Gariboldi, operante sul fronte orientale. Decorato con la Croce di Commendatore dell'Ordine militare di Savoia e la croce di ferro di prima classe, per il coraggio dimostrato in combattimento durante la seconda battaglia difensiva del Don, era anche insignito di tre medaglie d'argento, una di bronzo e della croce di guerra al valor militare. Dopo la fine della seconda guerra mondiale stava per essere nominato comandante della Guardia di Finanza, quando si spense improvvisamente a Venezia colpito da un infarto.

## Biografia
Nacque a Cordignano (provincia di Treviso) il 3 ottobre 1887, figlio di Cesare Dopo aver frequentato il ginnasio a Feltre e il liceo a Belluno si arruolò nel Regio Esercito entrando nella Regia Accademia Militare di Fanteria e Cavalleria di Modena il 3 novembre 1905. 
Il 27 ottobre 1907 prestò giuramento presso la Scuola d'Applicazione di Parma, frequentando un corso di telegrafia ottica per l'uso degli apparati Faini, e uno per Ufficiale addetto al vettovagliamento nel 1909. 
Promosso tenente l'11 settembre 1910, divenne aiutante maggiore in seconda presso il Comando di Battaglione a Feltre il 23 giugno 1911. Il 28 settembre 1912 partì per la Libia, entrando in servizio presso l'8º Reggimento alpini speciale comandato da Antonio Cantore. Decorato con una Medaglia di bronzo al valor militare il 23 marzo 1913, ricevette un Encomio Solenne ad Ettangi il 18 giugno dello stesso anno. 
Alla fine del settembre 1914 rientrò in Patria, trasferito in servizio presso il Battaglione alpini "Belluno". 
L'8 aprile 1915 venne promosso capitano, entrando in servizio presso il Battaglione alpino "Feltre" del 7º Reggimento alpini. Dopo l'entrata in guerra dell'Italia, avvenuta il 24 maggio successivo, entrò in servizio presso il 58º Reggimento fanteria come Ufficiale Informatore del settore Mi-Cordevole, rimandovi fino al 3 agosto quando fu chiamato a comandare la 65ª Compagnia del Battaglione "Feltre". Per il coraggio dimostrato durante l'occupazione del passo della Rosetta, posto sulle Pale di San Martino di Castrozza e per le informazioni fornite sul Passo Rolle e la Val Travignolo, ottenne un nuovo Encomio Solenne.
Tra la fine del 1915 e l'inizio del 1916 presta servizio in Val Sugana, nelle vicinanze di Strigno, sul Solubio e a Cima Cista. Durante l'offensiva austriaca lanciata nel maggio 1916 prende parte alla battaglia di Monte Cima, venendo decorato con una Medaglia d'argento al valor militare. 
Il 27 giugno 1916 assume il comando interinale del Battaglione alpini "Feltre", e nel mese di luglio prende parte agli attacchi contro il Col San Giovanni e del Col degli Uccelli, sul Lagorai, nel settore di Fiemme. Tra l'8 e il 22 agosto compie uno studio sulle pareti verticali di Cima Cupola, in vista della sua occupazione, e poi tra il 25 e il 27 agosto partecipa alla conquista del Monte Cauriol. Messo a riposo nelle baracche posizionate poco al di sotto delle pareti verticali del gruppo Cauriol-Gardinal e Busa Alta, entra a fare parte dei “ Veci Can”.
Promosso maggiore, con il "Feltre" il 23 settembre consolida ad ampia la conquista sulla Busa Alta, venendo poi decorato con la Croce di Cavaliere dell'Ordine della Corona d'Italia il 10 dicembre.
Nel corso dell'inverno 1917 rimane sempre in località Cauriol, e nell'agosto dello stesso anno assume il comando del III Battaglione del 266º Reggimento fanteria in forza alla Brigata "Lecce" operante nella zona del Faiti (Carso). Il 20 ottobre è trasferito al comando interinale del IV Gruppo Alpini a Capriolo, sempre operante nella zona Cauriol, rimanendovi fino al 15 dicembre.
Durante la ritirata seguente alla disfatta di Caporetto, lascia i suoi soldati, originari per lo più del posto, liberi di salutare i loro parenti e famigliari, dandogli appuntamento il 6 novembre sul Monte Tomatico. Il IV Gruppo si comporta benissimo durante le fasi di sganciamento e nella successiva ritirata, venendo messo a riposo a Onè il 15 febbraio 1918. Trasferito nel settore della Val Posina, il 21 ottobre 1918 si posizionò nella regione del Coni Zugna, in Val Lagarina. Il 2 novembre per un'azione compiuta a Marco di Rovereto, che travolse le difese nemiche aprendo la via per l'avanzata su Trento, è decorato con la Croce di guerra al valor militare.
Dopo la fine del conflitto, nei primi giorni di settembre 1919 sbarcò in Albania, rientrando in Italia il 13 aprile 1921 in seguito ad un incidente automobilistico. Ritornò in servizio nel Battaglione alpini "Feltre", inquadrato nel 9º Reggimento alpini, il 1º luglio 1921, trasferito dal gennaio 1924 all'Ufficio Tecnico del Comando del 9º Reggimento alpini di stanza a Gorizia. Promosso colonnello il 16 giugno 1926, è nominato Capo dell'ufficio dell'Ispettorato delle Truppe Alpine presso il Ministero della guerra a Roma in data 18 aprile 1930. Insignito del titolo di Commendatore dell'Ordine della Corona d'Italia il 21 gennaio 1935, ottiene la promozione a generale di brigata il 1º febbraio successivo, ed assume il comando della 2ª Divisione alpina "Tridentina" il 31 ottobre. 
Promosso generale di divisione il 1º luglio 1937, nel 1938 assume il comando della 36ª Divisione fanteria "Forlì", e nel 1939 diviene Comandante superiore delle Truppe Alpine.
In vista dello scoppio della guerra con la Grecia, il 21 ottobre 1940 partì per l'Albania, assumendo il comando del XXVI Corpo d'armata schierato nel settore macedone. Il 1º gennaio 1941 venne promosso al rango di generale di corpo d'armata per meriti di guerra.
Dopo la fine della campagna di Grecia, il 2 giugno 1941 diviene Commendatore dell'Ordine dei Santi Maurizio e Lazzaro, e ritorna in Italia il 25 dello stesso mese. Nel corso del 1941 assume il comando del XVIII Corpo d'armata operante in Dalmazia, che lascia nel marzo 1942, ed è nominato comandante del Corpo d'armata alpino, assegnato all'ARMIR, alla testa del quale, il 18 luglio parte per il fronte russo. Destinato ad operare inizialmente nel Caucaso il suo Corpo d'armata è schierato sul corso del Don.
In seguito all'attacco scatenato dall'Armata Rossa l'11 dicembre 1942 contro il II Corpo d'armata italiano, che portò, il giorno 20, allo sfondamento del fronte, il 12 gennaio 1943 i sovietici lanciarono l'Offensiva Ostrogožsk-Rossoš' investì in pieno il Corpo d'armata da lui comandato. Lo sfondamento del fronte tenuto dalla 2ª Armata ungherese del generale Gusztáv Jány determinò l'inizio dell'arretramento del Corpo d'armata alpino a partire dalle ore 11.00 del 17 gennaio. La ritirata non fu efficacemente coordinata né da lui, né dal suo superiore, il generale Italo Gariboldi, e dei 63.000 uomini in forza al Corpo d'armata, ben 51.000 rimasero uccisi, feriti, o presi prigionieri. Durante la fasi della ritirata si distinse a Nikitowka e a Nikolajevka, dove fu decorato della terza Medaglia d'argento al valor militare. Rientrato in Italia il 15 marzo, è insignito della Croce di Commendatore dell'Ordine militare di Savoia per il suo comportamento durante la Campagna di Russia. È nuovamente decorato nuovamente di Medaglia d'argento al valor militare il 18 maggio per aver condiviso la sorte del suo Corpo d'armata, e per il coraggio dimostrato in combattimento, e ricevette anche la Croce di Ferro di prima classe il 28 marzo 1943.
All'atto dell'armistizio dell'8 settembre 1943 sfuggì alla cattura da parte dei tedeschi, riuscendo a congiungersi con un comando partigiano italiano, non partecipando poi in modo diretto alle operazioni belliche. Dopo la fine della guerra, l'11 giugno 1945 si presenta presso il Distretto Militare di Belluno dove viene riconosciuto idoneo a rientrare in servizio. Il 22 settembre è messo a disposizione del Ministero della Guerra per assumere incarichi speciali. Il 16 aprile 1946 diviene Presidente della Commissione Consultiva Militare unica per la concessione e perdita di decorazioni al Valor Militare, trasferendosi a Roma. Stava per essere nominato Comandante della Guardia di Finanza, quando mentre rientra a Roma da Feltre, il 12 aprile 1947 muore improvvisamente a Venezia colpito da un infarto. Due giorni dopo la salma viene tumulata presso il cimitero di Feltre.

### Annotazioni
1. ↑  I genitori si trovavano a Cordignano perché il padre prestava servizio nel corpo degli Alpini, di cui fu uno dei primi ufficiali, del Regio Esercito.
2. ↑  Con lui ottennero la Medaglia d'argento al valor militare anche il capitano Pietro Federici e il tenente colonnello Ottorino Ragni.
3. ↑  Si trattava di gruppo di ufficiali che goliardicamente si erano dati tale appellativo.
4. ↑  Ricevette tale decorazione anche il suo Aiutante di campo, capitano Angelo Manaresi.
5. ↑  Come Capo di stato maggiore ha il colonnello Giulio Martinat, mentre i generali Luigi Reverberi, Umberto Ricagno e Emilio Battisti comandano rispettivamente le tre Divisioni Alpine, "Tridentina", "Julia" e "Cuneense". Al Corpo d'armata alpino era assegnata, come unità di occupazione, anche la 156ª Divisione fanteria "Vicenza", al comando del generale Etvoldo Pascolini,
6. ↑  Poco prima della partenza per l'Unione Sovietica, il 5 luglio 1942 consegnò al Prefetto di Trento la strada di accesso della Verruca che portava alla costruenda Acropoli Alpina, oggi sede del Museo delle Truppe Alpine e del Mausoleo ove riposa la salma di Cesare Battisti.
7. ↑  Lo storico Giorgio Rochat definì disastrosa la condotta delle operazioni mantenuta da Gariboldi e Nasci.
8. ↑  Una volta rientrato in Patria compì ogni sforzo per raccogliere notizie su chi non era rientrato.

### Fonti
1. 1 2 3  Bianchi 2012, p. 153.
2. 1 2 3 4 5 6 7 8 9 10 11 12 13  Bianchi 2012, p. 154.
3. 1 2 3 4 5 6 7 8 9 10 11 12 13 14  Bianchi 2012, p. 155.
4. ↑  Pettibone 2010, p. 32.
5. ↑  Pettibone 2010, p. 144.
6. 1 2  Carr 2013, p. 32.
7. 1 2 3 4  Bianchi 2012, p. 156.
8. ↑  Hamilton 2011, p. 101.
9. ↑  Hamilton 2011, p. 107.
10. ↑  Hamilton 2011, p. 102.
11. 1 2 3 4 5 6  Bianchi 2012, p. 157.
12. ↑  Bollettino ufficiale 1918, pag.4923.
13. 1 2  Sito web del Quirinale: dettaglio decorato.
14. ↑   Bollettino ufficiale delle nomine, promozioni e destinazioni negli ufficiali e sottufficiali del R. esercito italiano e nel personale dell'amministrazione militare, 1940,  p. 2466. URL consultato il 5 settembre 2019.
15. ↑  Bollettino ufficiale 18 novembre 1916, dispensa 102ª.
16. ↑  Bollettino ufficiale 27 marzo 1941, dispensa 31ª, registrato alla Corte dei Conti addì 27 marzo 1941, registro n.10, foglio 240.